# Formica gibbosa
Formica gibbosa é uma espécie de formiga do gênero Formica, pertencente à subfamília Formicinae.